# Nicolò Dellosto
Nicolò Dellosto (Trieste, 4 giugno 2000) è un cestista italiano.